# Chewbacca
 (juillet 2014).
Si vous disposez d'ouvrages ou d'articles de référence ou si vous connaissez des sites web de qualité traitant du thème abordé ici, merci de compléter l'article en donnant les références utiles à sa vérifiabilité et en les liant à la section « Notes et références ».
Personnage de fiction apparaissant dans
Star Wars.

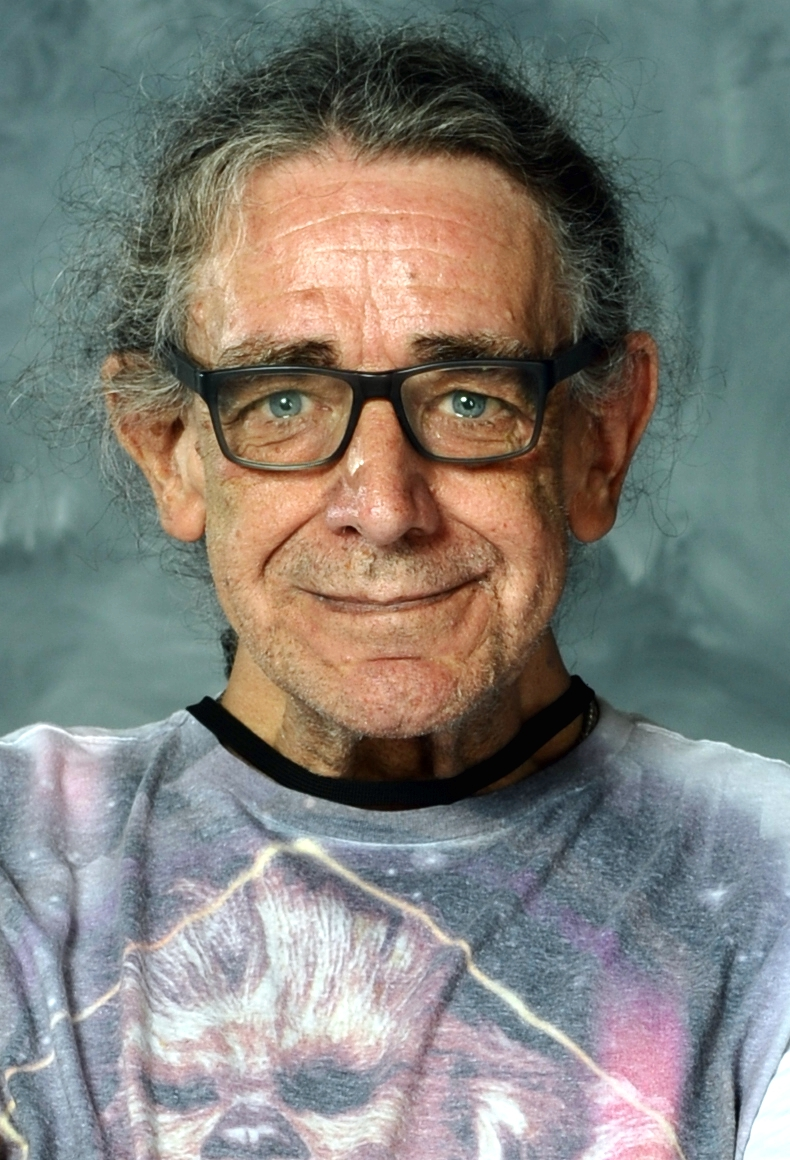
Peter Mayhew interprète Chewbacca dans les films Star Wars

Chewbacca est un personnage de Star Wars. Légendaire guerrier Wookiee et copilote du Faucon Millenium aux côtés du légendaire contrebandier Han Solo, Chewbacca fait partie du noyau de rebelles qui ont restauré la liberté dans la galaxie. Connu pour se mettre très facilement en colère et pour sa précision à l'arbalète, Chewbacca a aussi un grand cœur et fait preuve d'une loyauté indéfectible envers ses amis. Chewbacca est joué par Peter Mayhew dans les épisodes IV (1977), V (1980), VI (1983), et III (2005). Joonas Suotamo partage le rôle avec Peter pour l'épisode VII (2015) puis le reprend totalement pour l'épisode VIII (2017), le spin-off Solo: A Star Wars Story (2018) et l'épisode IX (2019) .

## Apparition

### Univers officiel

#### The Clone Wars(2008)
Chewbacca apparaît dans le 22e épisode de la troisième saison de la série Star Wars: The Clone Wars. Il a été enlevé et rejeté sur une planète forestière, pour y être chassé, par des chasseurs trandoshans aux côtés d'Ahsoka Tano et de deux autres jeunes Jedi, qui parviennent d'ailleurs à triompher de leurs poursuivants grâce à la grande force physique du Wookiee et grâce à l'émetteur construit par celui-ci afin de contacter Kashyyyk. Les Wookiees vinrent secourir Chewbacca et les padawans. Ensuite, Chewbacca rencontre pour la première fois des Chevaliers Jedi (Plo Koon, Anakin Skywalker et Obi-Wan Kenobi) pour leur ramener les padawans.

#### Épisode III:La Revanche des Sith(2005)
En compagnie de Tarfful, Chewbacca aide Yoda, Luminara Unduli et sa légion, la 41e, dans la défense de Kashyyyk. Il permet également Yoda à s'enfuir lorsque Dark Sidious ordonne l'élimination de tous les Jedi.

#### Solo(2018)
C'est lors de ce volume que Chewbacca rencontre pour la première fois Han Solo, alors que celui-ci est jeté en prison. Han Solo a été démasqué et jeté par l'Empire dans une cave boueuse où il rencontre une créature poilue, un Wookiee nommé Chewbacca. Chewbacca voulant le tuer pour le manger, Han Solo l'arrête en parlant son langage et ils feront ensuite équipe pour échapper à l'Empire. Après quoi, Chewbaca est lié à Han Solo par une dette de vie. La dette de vie est une tradition chez les Wookiees : si quelqu'un les sauve, le Wookiee sauvé devra rester avec son sauveur jusqu'à lui avoir sauvé la vie et couper toute relation avec sa famille et ses ami(e)s. Ils font dès lors officiellement partie de l'équipage de Beckett avec sa femme Val et leur ami Rio Durant.
Beckett a justement besoin de bras pour son prochain coup : subtiliser un précieux chargement de coaxium sur la planète Vandor. Le vol échoue à cause de l'intervention du groupe de pirates Cloud-Riders mené par Enfys Nest.
Han découvre alors que Tobias Beckett, seul survivant de son équipe, travaille pour l'Aube Écarlate, une organisation dirigée par Dryden Vos. Aux côtés de ce dernier, Han a la surprise de retrouver Qi'ra, sa compagne qu'il a dû abandonner sur Corellia. Pour compenser le fiasco sur Vandor, Han propose de dérober du coaxium brut sur la planète Kessel et vite aller le faire raffiner sur la planète Savareen. Vos accepte la proposition et envoie Qi'ra avec eux pour s'assurer du bon déroulement de l'opération. Pour cette mission, Qi'ra compte sur le vaisseau du trafiquant Lando Calrissian. Han trouve le trafiquant et le défie au Sabacc (un jeu de carte), mettant son propre vaisseau en jeu en échange du Faucon Millenium. Lando triche et conserve son Faucon Millenium mais accepte néanmoins de se joindre au groupe en échange d'une partie des bénéfices.
Ils partent ensuite à bord du Faucon Millenium pour la planète Kessel où Han et Q'ira aident Chewbacca à libérer des Wookiees prisonniers, pendant que le droïde copilote de Lando, L3-37, lance la rébellion des esclaves. Ils arrivent à s'échapper avec le coaxium, non sans dommages, puisque L3-37 est détruite dans la cohue et Lando est blessé. Durant le raid de Kessel, assisté par la mémoire de L3 directement branchée dans le système du Faucon Millenium, ils sont pourchassés par l'Empire, mais grâce au talent de Han, ils parviennent à leur échapper en volant près d'un trou noir. Le voyage vers Savareen est effectué en 12 parsecs, le « raid de Kessel » entrant ainsi dans la légende de la saga Star Wars.
Le Faucon Millénium atterrit sur la planète désertique de Savareen où le coaxium commence à être raffiné. Lando décolle peu après et abandonne ses compagnons, pris en embuscade par Enfys Nest, qui révèle la vérité sur son groupe : ils ne sont pas des pirates mais des rebelles à l'autorité de l'Empire et des syndicats criminels. Han se rallie à leur cause et décide de duper Dryden, venu récupérer le coaxium, mais découvre la trahison de Beckett. Quand Han révèle qu'il avait prévu le double jeu de son partenaire et que les pirates d'Enfys Nest tendent une embuscade aux hommes de Vos, Beckett fuit avec Chewbacca et le coaxium. Qi'ra combat Vos et le tue, permettant à Han de fuir et tuer Beckett. Qi'ra restée seule fait apparaître l'hologramme de Maul, qui a survécu aux événements de La Menace fantôme et qui n'est autre maintenant que le véritable chef de l'Aube écarlate. Il invite alors Qi'ra, qui prend la place de Vos dans l’Aube écarlate, à le rejoindre sur sa planète natale, Dathomir. Elle part donc sous les yeux de Han.
Ce dernier retrouve alors Lando, et gagne le Faucon durant une autre partie de Sabacc en déjouant cette fois-ci la triche de Lando. Han et Chewbacca s'envolent pour Tatooine où Jabba recherche des contrebandiers.

#### Épisode IV:Un nouvel espoir(1977)
Dans un bar de Mos Eisley sur Tatooine, Luke et Obi-Wan Kenobi font la connaissance du contrebandier Han Solo et son copilote, le Wookiee Chewbacca. Tous deux acceptent de les emmener à bord de leur vaisseau (le Faucon Millenium) en échange d'une forte somme d'argent. À peine le marché conclu, ils décollent en catastrophe car ils sont repérés par des soldats de l'Empire. Obi-Wan ressent soudainement à travers la Force un terrible événement mais ne parvient pas à l'identifier. Il s'agit en fait d'un génocide qui vient d'être commis sur ordre de Tarkin. Celui-ci, pour faire avouer à la princesse Leia où se trouve la base de l'Alliance rebelle, n'a pas hésité à faire annihiler la planète Alderaan par le super-laser de l’Étoile noire. Arrivé dans le champ d’astéroïdes qui marque désormais l'ancien emplacement de la planète, le vaisseau de Solo tombe dans le champ d'action d'un puissant rayon qui le tracte jusqu'à l'Étoile Noire.
Le groupe se dissimule dans des compartiments cachés pour faire croire aux impériaux que le vaisseau est vide. Puis, ils se séparent : Obi-Wan désactive le rayon tracteur tandis que Luke, Han et Chewbacca délivrent la princesse retenue prisonnière dans un cachot de l'Étoile Noire. Dark Vador sent rapidement la présence de Kenobi et décide d'affronter au sabre laser son ancien mentor et ami. Luke assiste impuissant à la mort d'Obi-Wan qui s'est laissé vaincre par son adversaire. En réalité, le maître Jedi a disparu physiquement pour ne faire plus qu'un avec la Force et devenir ainsi un esprit capable de guider le jeune homme. Luke, Han, Chewbacca et Leia parviennent cependant à regagner leur vaisseau et quittent l'Étoile Noire. Ils se rendent à la base secrète de l'Alliance rebelle sur le satellite naturel Yavin 4. Mais grâce à un mouchard électronique implanté dans leur vaisseau, Tarkin parvient à localiser la base rebelle et dirige l'Étoile Noire vers cette destination. De leur côté les rebelles analysent les plans dérobés et trouvent une faille à exploiter. Un missile envoyé dans une bouche d'entrée d'aération qui conduit au cœur même de la station peut en effet anéantir l'Étoile Noire. Le jeune Luke Skywalker se lance dans la bataille avec l'escadron rebelle affronter la station. Han Solo a de son côté récupéré son salaire et part avec Chewbacca payer ses dettes.
L’assaut est donné sur l'Étoile Noire. Une partie des pilotes rebelles retiennent les vaisseaux ennemis pendant que d'autres tentent d'atteindre la bouche d'aération. Mais Dark Vador en personne décolle pour donner la chasse. Les vaisseaux rebelles tombent ainsi tour à tour sous ses coups. Luke se retrouve alors seul pour mener à bien la mission. Il décide alors d'utiliser la Force, comme Obi-Wan lui a appris. Han et Chewbacca reviennent inespérément l'aider à éliminer les sbires de l'Empire. Tandis que le chasseur de Vador, déséquilibré par une manœuvre maladroite de son ailier, part à la dérive dans l'espace, le jeune Skywalker parvient à atteindre sa cible. L'Étoile Noire est alors pulvérisée. Luke, Han et Chewbacca reviennent après sur Yavin 4 et y sont accueillis en héros. La bataille de Yavin marque ainsi la première grande victoire de l'Alliance contre la tyrannie de l'Empire.

#### Épisode V:L'Empire contre-attaque(1980)

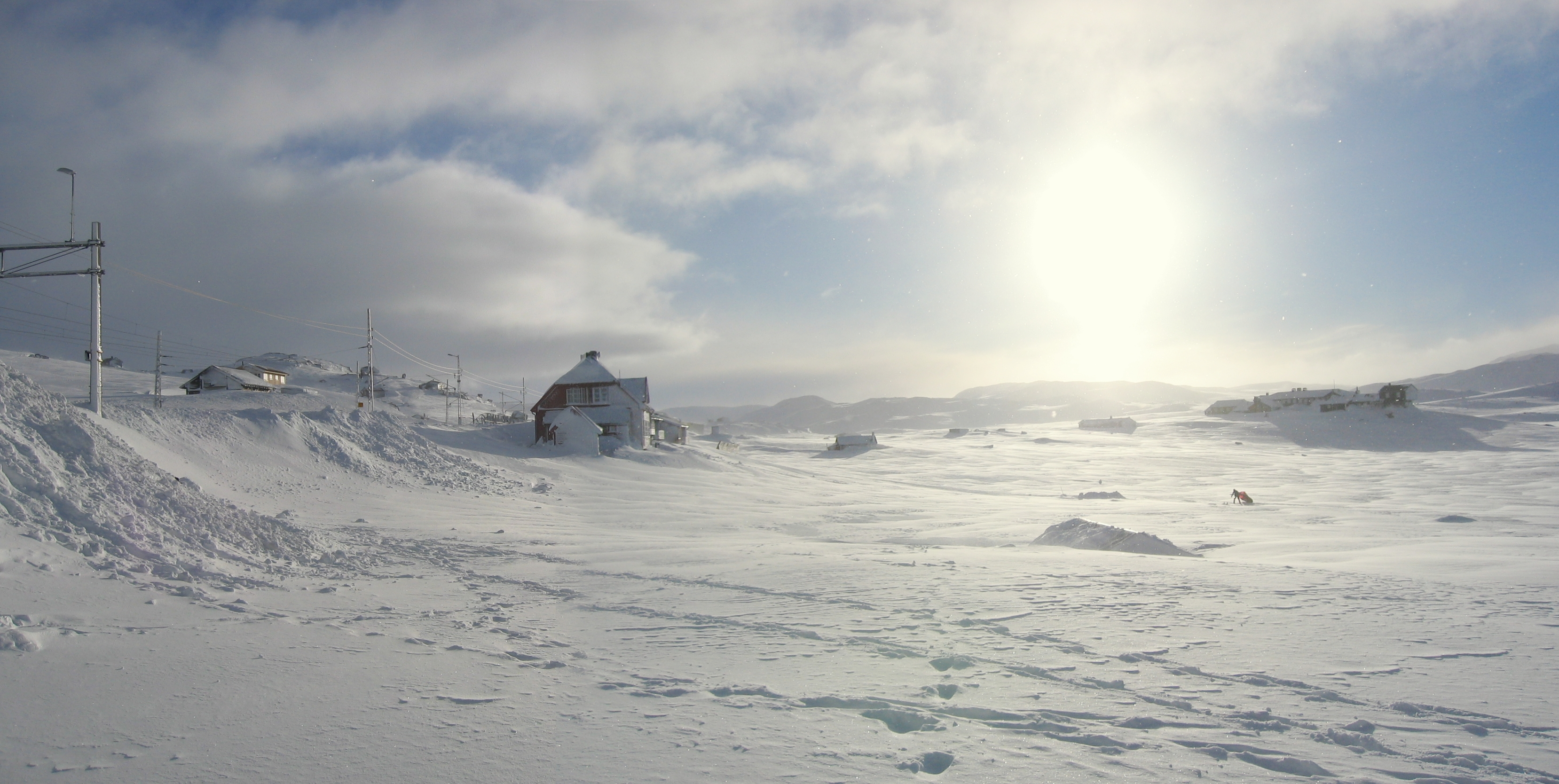
Paysage de la planète Hoth.

Sur la planète désertique et glacée de Hoth, nos héros se trouvent dans la base Rebelle bientôt découverte par une sonde impériale. Han et Chewbacca débusquent et détruisent la sonde espionne malgré leur intention de la garder intacte. Cependant, l'appareil ennemi a déjà envoyé des informations à la flotte impériale. Dark Vador ordonne alors une attaque immédiate. De leur côté, les rebelles se préparent à évacuer les lieux. Pendant que les soldats freinent l'avancée des troupes impériales, les équipes techniques s'échappent de la planète. Han Solo arrive à embarquer in-extremis à bord de son vaisseau, le Faucon Millenium, avec Chewbacca et la chef rebelle Leia Organa.

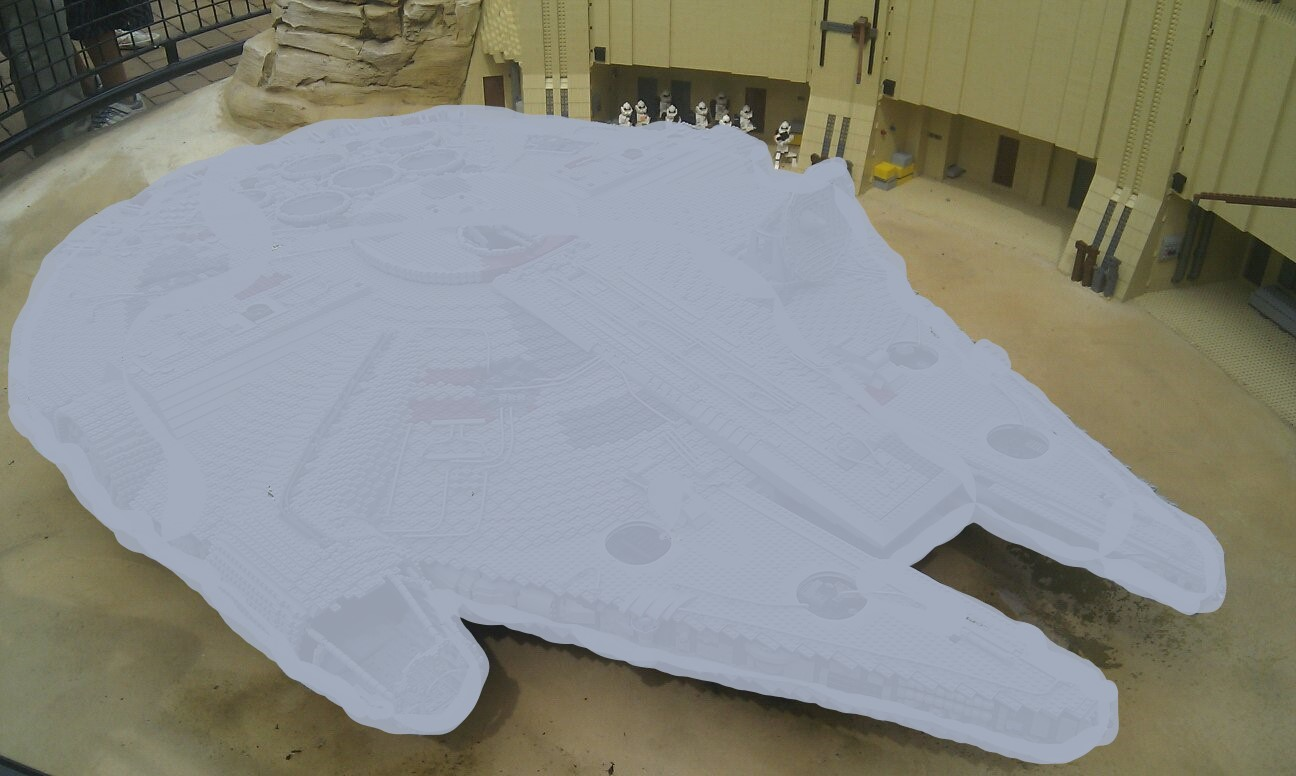
Le vaisseau spatial Faucon Millenium.

La fuite du Faucon Millenium s'avère difficile car l'hyperpropulsion du vaisseau est en panne. Han Solo parvient cependant à échapper aux chasseurs impériaux en se réfugiant dans un champ d’astéroïdes. Malgré cela, il est dans l'impossibilité de rejoindre la flotte rebelle. Il lui faut réviser son vaisseau. Il décide donc d'effectuer les réparations sur Bespin, une planète proche. Il y retrouve Lando Calrissian, un de ses vieux amis qui est le gouverneur d'une cité dans les nuages. le lien entre Han et Leia se renforce. Mais Vador et ses troupes sont en embuscade. Trahi par Lando, Han Solo est congelé dans de la carbonite. Vador le livre ensuite à Boba Fett, un chasseur de primes à la solde de Jabba le Hutt, l'ancien employeur mécontent de Solo. Pris de remords, Lando libère cependant Leia et Chewbacca et les emmène à bord du Faucon Millenium. Luke débarque alors au cœur de la cité et se voit contraint d'affronter Vador en duel au sabre laser. Terrassé, Luke apprend alors la terrible vérité sur son héritage : Vador lui dévoile qu'il est son père. Comprenant la vérité, Luke se jette dans le vide et échappe ainsi au Seigneur noir. Il est alors récupéré par Lando, Leia et Chewbacca à bord du Faucon Millenium et ils réussissent ensuite à quitter la planète sans encombre. Lando et Chewbacca déposent alors Luke et Leia à bord d'un cargo de l'Alliance rebelle puis partent à la recherche d'Han Solo.

#### Épisode VI:Le Retour du Jedi(1983)
Sur la planète Tatooine, les deux robots R2-D2 et C-3PO tentent sans succès de délivrer Han Solo qui est retenu prisonnier par le puissant trafiquant Jabba le Hutt. La princesse Leia, déguisée en chasseur de primes, s'infiltre dans le palais du criminel en livrant Chewbacca à Jabba. La nuit venue, elle tente à son tour de délivrer Solo. Mais, démasquée, elle est à son tour retenue captive. Le lendemain, Luke pénètre lui aussi dans la salle du trône. Il menace Jabba de représailles s’il ne lui rend pas ses amis. Mais le truand n’en a cure et précipite le jeune Jedi dans la fosse du Rancor, son monstre de compagnie. Cependant contre toute attente, Luke réussit à éliminer l’animal. Courroucé par cette perte, Jabba décide alors de jeter Skywalker, Chewbacca et Solo dans la gueule du Sarlacc, un arthropode géant vivant au milieu des dunes de Tatooine. Arrivé sur le site, Luke s’empare de son sabre laser, qu’il avait dissimulé à l’intérieur de son droïde astromécanicien R2-D2. Il s'ensuit une bataille tumultueuse qui voit la fin de Jabba et d’une partie de sa cour dans l'explosion de la barge à voile du trafiquant. Sains et saufs, Luke et ses amis retournent à leurs vaisseaux respectifs et quittent la planète.
Luke retrouve ses amis au point de rassemblement de la flotte de guerre des rebelles. Là, Mon Mothma, la chef de l'Alliance, apprend à l’assemblée le plan pour détruire l'Étoile de la mort. En effet, à leur yeux, la station de combat n'est pas encore opérationnelle et ne peut disposer de ses systèmes d'armement. Sa destruction et l’élimination de Palpatine présent sur les lieux porteraient un coup fatal à l’Empire. Le plan dévoilé par les officiers de l’Alliance est simple. Dans un premier temps, un petit groupe se posera sur la lune d’Endor pour désactiver le champ d'énergie protégeant l’Étoile de la mort. Dans un deuxième temps, la flotte de l’Alliance attaquera la station et cherchera à la détruire en touchant son générateur d’énergie.
Le commandement de l'expédition d'Endor est confié à Han Solo. Ses amis Chewbacca, Luke et Leia se portent volontaires pour l'accompagner dans cette difficile mission. Arrivés sur place, les rebelles tombent rapidement sur une patrouille impériale mais ils arrivent à la neutraliser avant qu'elle ne donne l'alerte. Ils se font ensuite capturer par une tribu de petits êtres autochtones : les Ewoks. Heureusement, après une démonstration des pouvoirs de la Force par Luke, ces derniers les relâchent.
Le lendemain, Solo mène ses troupes dont Chewabacca à l'assaut de la casemate où est installé le générateur du champ protecteur. Mais l'empereur a prévu l'attaque et à peine sont-ils arrivés à l’intérieur du bâtiment que les rebelles sont encerclés par une multitude d'adversaires. Pendant ce temps, la flotte rebelle arrive sur les lieux. L'amiral Ackbar, son commandant en chef, s’aperçoit rapidement qu'il est tombé dans un piège. Le bouclier de l’Étoile est en effet toujours actif et une flotte impériale lui coupe toute retraite.
Mais soudainement le conflit bascule. Pour sauver les rebelles capturés, les Ewoks attaquent en masse les impériaux sur Endor. Profitant du trouble, Solo et Chewbacca installent un explosif et parvient à détruire la casemate. S’apercevant que la station n'est plus protégée par le champ d'énergie, l'amiral Ackbar lance l'assaut. Des chasseurs rebelles et le Faucon Millenium piloté par Lando pénètrent dans sa structure et détruisent l'alimentation du bâtiment spatial. Une réaction en chaîne fait ensuite exploser la station spatiale. La flotte impériale est vaincue et doit se disperser pour survivre. Sur Endor, les héros fêtent leur victoire.

#### Épisode VII:Le Réveil de la Force(2015)
Chewbacca a suivi Han Solo quand il a repris la vie de contrebandier après que son fils Ben a basculé du Côté Obscur de la Force. En retrouvant le Faucon Millenium avec, à son bord, Rey, Finn et le droïde BB-8 qui possède un morceau de carte menant à Luke Skywalker, Han accepte de les aider à rejoindre la Résistance. Chewbacca est blessé à l'épaule et doit laisser son poste de copilote à Rey.
Sur la base Starkiller, Chewbacca ne peut qu'assister impuissant à la mort de son ami Han des mains de Kylo Ren. Fou de rage, il fait feu sur le fils de Solo et les soldats du Premier Ordre avant de faire exploser la salle. Grâce aux pilotes de la Résistance menés par Poe Dameron, la station est détruite. Alors que les résistants parviennent à reconstituer la carte conduisant à Skywalker, il décide de suivre Rey dans sa quête pour trouver le dernier des Jedi. Ainsi, malgré la disparition de son grand ami, Chewbacca retrouve sa place de copilote à bord du Faucon.

#### Épisode VIII:Les Derniers Jedi(2017)
Rey arrive avec Chewbacca et R2D2 grâce au Faucon Millenium sur la planète-océan Ahch-To, là où vit reclus Luke Skywalker, une île peuplée de petites créatures volatiles aux grands yeux noirs, les Porgs, et des gardiennes des reliques Jedi. Malgré un accueil tendu, aidé par R2-D2, Luke s'engage finalement à donner trois leçons à Rey. Puis pensant pouvoir reconvertir Kylo Ren au côté lumineux de la Force, elle s'envole avec Chewbacca et R2, laissant Luke sur son île.
Rey se fait larguer en capsule de sauvetage près du vaisseau amiral ennemi et se constitue prisonnière. Kylo Ren ayant amené Rey à Snoke, elle est facilement maîtrisée par le leader suprême. Le personnage malfaisant demande à Kylo Ren d'exécuter Rey comme preuve de sa loyauté. À la place, Kylo Ren, usant de la Force, le transperce de part en part puis le coupe en deux. Kylo Ren et Rey s'allient d'abord mais Rey le rejette ensuite, lui demandant de l'aider à sauver les derniers résistants. Aucun ne cédant, un duel de Force s'ensuit. Rey s'échappe laissant Kylo inconscient au sol. Quand ce dernier reprend connaissance en présence de Hux, il lui affirme que c'est Rey qui a tué Snoke, et lui signifie brutalement qu'il est désormais le Suprême Leader.
Les quelques navettes rebelles épargnées se réfugient dans une ancienne base de la Rébellion pourvue d'une porte monumentale et envoient un message de détresse à travers la galaxie. Kylo Ren et le général Hux arrivent face à la base, accompagnés de marcheurs TB-TT et d'un canon-bélier. Afin de gagner du temps avant l'arrivée de renforts, Poe mène un escadron de speeders ayant pour mission de détruire le canon-bélier. L'escadron subit de lourdes pertes via le double feu des marcheurs et d'un escadron TIE, soudainement engagés. Le Faucon Millenium piloté par Chewbacca et Rey entre dans la mêlée, abattant nombre de TIE, qui s'engagent tous à sa poursuite, libérant le champ de bataille principal. Alors que la porte est percée et que Kylo Ren donne l'assaut final, Luke Skywalker apparaît.
Marchant seul vers les troupes du Premier Ordre, Luke défie Kylo Ren, lequel demande à son armada de faire feu sur lui, mais le maître Jedi ressort de ce bombardement intensif sans la moindre égratignure, ce qui oblige Kylo Ren à sortir. Poe en profite pour trouver une issue et rejoint Rey qui les attend avec le Faucon. Pendant ce temps, Luke affirme sa supériorité face à Kylo Ren, lui expliquant que, contrairement à ce qu'il croit, il n'est pas le dernier Jedi — puisque Rey semble avoir suivi ses traces — et se laisse transpercer, révélant sa nature de projection et s'évaporant. Malgré la défaite, Rey et la générale Organa se retrouvent dans le Faucon Millenium et s'expliquent avoir ressenti concomitamment la disparition de Luke. Rey dit à Leia que la Résistance est réduite en miettes et que l'espoir est mort. La générale lui signifie au contraire qu'ils ont tout ce qu'il faut pour renaître de leurs cendres et pour continuer la lutte.

#### Épisode IX:L'Ascension de Skywalker(2019)
Finn, Poe Dameron, Chewbacca, C-3PO et R2-D2 sont à bord du Faucon Millenium à la recherche d'un espion au sein du Premier Ordre. Les vaisseaux-chasseurs du Premier Ordre les ont suivis et les héros s'en sortent de justesse, après avoir poussé (malgré le désaccord de Chewbacca) le Faucon Millenium dans ses retranchements à la suite de plusieurs sauts rapprochés dans l'hyperespace. Le vaisseau revient sur la base rebelle dans un piteux état. Rey apprend l'existence de reliques Sith qui pourraient la mener jusqu'à Palpatine, l'une d'elles se trouve sur une planète désertique : Pasaana. Elle part à la recherche de cet artefact, accompagnée de Finn, Poe, Chewbacca et C-3PO. 

Sur Pasaana, poursuivis par le Premier Ordre, ils sont sauvés par Lando Calrissian. Il leur indique une épave, Rey et ses amis partent à sa recherche. Ils parviennent à éliminer les Stormtroopers à leurs trousses mais se retrouvent pris dans des sables mouvants. Sous terre, Rey trouve une étrange dague Sith. Une inscription en langue Sith figure sur l'objet et doit révéler où est la deuxième relique menant à Palpatine. C-3PO est le seul capable de la déchiffrer, mais ne peut transmettre le langage Sith. Chewbacca garde la dague en sa possession. 
Rey sent alors la présence de Kylo Ren. Rey parvient à endommager son chasseur, l'amenant à s'écraser dans le désert. Séparé du reste du groupe, le Wookiee est capturé par les chevaliers de Ren, qui mettent ainsi la main sur la dague. Chewbacca embarque dans un vaisseau de transport de prisonniers. Rey et Kylo Ren utilisent la Force pour contrôler le vaisseau emmenant Chewbacca. Rey sent que la situation lui échappe et rentre dans une colère folle : des éclairs jaillissent alors de sa main, touchant le vaisseau qui s'écrase en flammes. Bouleversée, Rey pense avoir tué Chewbacca sans le vouloir et rejoint ses amis à bord du vaisseau du loyaliste Sith en direction de Kijimi.
Chewie ayant été, en réalité, transporté dans un autre vaisseau que celui détruit par Rey, il est conduit, pour interrogatoire, sur le destroyer de Kylo Ren. En voyant le destroyer en orbite autour de Kijimi, Rey découvre la présence de Chewbacca à son bord à travers la Force. Comprenant qu'il est en vie, elle rassemble ses amis pour aller le secourir. Avec l'aide de Zorii, ils infiltrent le destroyer mais sont rapidement repérés. Finn et Poe sauvent Chewbacca, mais tous trois finissent par être capturés par de nombreux Stormtroopers puis sont en passe d'être exécutés par le général Hux. Au lieu de cela, Hux s'empare d'un blaster et tue les Stormtroopers, révélant être l'espion du Premier Ordre. Rey parvient également à s'enfuir, aidée par Finn, Poe et Chewbacca qui ont repris le Faucon Millenium.
Ils se rendent ensuite sur une lune d'Endor où se trouve la relique menant à Palpatine. Après un atterrissage chaotique, Rey et ses amis découvrent sur la planète les débris de la seconde Étoile de la Mort. Rey utilise la dague pour repérer l'endroit où se situe la relique, impatiente, elle décide de partir seule. Arrivée dans les ruines elle retrouve la relique et se confronte encore à Kylo Ren. Au même moment, Leia comprenant que le seul moyen de ramener son fils est de le contacter, elle s'isole afin de l'émouvoir à travers la Force. Le bouleversement ressentit par Kylo Ren le déstabilise, Rey en profite pour lui ravir son sabre et le transpercer avec. Leia s'éteint sous les yeux de R2-D2, suscitant alors une vive émotion chez tous les membres de la Résistance. Rey, dévastée, se sert de la Force pour faire cicatriser la blessure de Kylo et lui sauver la vie. Elle décide alors de s'enfuir.
Finn, Poe et Chewbacca rentrent au quartier général de la Résistance et apprennent la mort de Leia. Chewbacca est abattu par cette nouvelle. Ils captent le signal du X-wing de Rey. Ils n'ont plus qu'à le suivre pour découvrir la localisation exacte d'Exegol. Lando Calrissian s'est résolu à leur venir en aide et reprend, aux côtés de Chewbacca, les commandes du Faucon Millenium. Toutes les forces de la Résistance partent alors pour Exegol.
La situation reste désespérée : la flotte du Dernier Ordre, illimitée, est presque invincible. Les vaisseaux de la Résistance tombent un à un. Le général de la Résistance, désemparé, s'avoue presque vaincu lorsqu'une gigantesque flotte alliée sort soudain de l'hyperespace, dont le Faucon Millenium piloté par Lando et Chewbacca, pour renverser la bataille. Revigoré par l’absorption des forces de Rey et Ben, l'empereur envoie ses éclairs sur la flotte rebelle entière. Rey, allongée au sol, déboussolée et affaiblie, entend alors les voix de nombreux Jedi défunts résonner en elle. Lui rappelant qu'elle détient le savoir de plusieurs générations de Jedi, elle fait face à l'empereur Palpatine pour le défier. Celui-ci dirige ses éclairs sur elle, qu'elle retourne contre lui. Il est alors terrassé par sa propre puissance. Finn et Jannah font alors exploser le destroyer-amiral, éliminant le général Pryde par la même occasion. Tous les autres destroyers ne peuvent alors plus naviguer et sont détruits un à un par les vaisseaux résistants, signant la victoire finale de la Résistance sur l'Empire. De retour sur leur planète, les membres de la Résistance fêtent leur victoire.

### UniversLégendes
À la suite du rachat de la société Lucasfilm par The Walt Disney Company, tous les éléments racontés dans les produits dérivés datant d'avant le 26 avril 2014 ont été déclarés comme étant en dehors du canon et ont été regroupés sous l’appellation « Star Wars Légendes ».

#### L'entre-deux-trilogies
Très tôt dans leur carrière de contrebandiers, Han Solo et Chewbacca, après être entrés en possession du Faucon Millenium, font halte sur le monde natal de Chewbacca, Kashyyyk. C'est à ce moment que Chewbacca retrouve Mallatobuck, sa promise, et l'épouse. Mais à cause de sa dette de vie envers Han Solo, Chewbacca repart en compagnie du contrebandier, laissant derrière lui sa femme et son fils, Lumpawarrump. Ce dernier est élevé principalement par sa mère et par son grand-père Attichitcuk, père de Chewbacca.
Chewbacca possède également quelques cousin(e)s dont Jowdrrl, Dryanta et Shoran qui participent, avec Lumpawarrump et Chewbacca, au sauvetage de Han Solo pendant la crise de la flotte noire.

#### Après la bataille d'Endor
Bien après la fin de la guerre entre l'Empire et les Rebelles, une nouvelle menace pèse sur la Nouvelle République : les Yuuzhan Vongs, qui, utilisant des êtres vivants à la place de machines, décident d'envahir la galaxie en colonisant les planètes les unes après les autres. Sur l'une d'entre elles, Sernpidal, ils installent un Basal Dovin, l'une de leurs créatures les plus puissantes, capables de générer des champs gravitationnels comparables à celui d'une planète. Le Basal attire la lune de Sernpidal, Dobido, sur la surface de la planète, entraînant la mort de milliers de personnes. C'est en voulant sauver une navette de réfugiés avec l'aide d'Anakin Solo, le fils cadet de Han Solo et de Leia Organa, que Chewbacca trouve la mort, sauvant in extremis la vie d'Anakin. La perte de son meilleur ami perturbe, pendant plus d'une année entière, la vie de Han qui sombre d'abord dans l'alcoolisme, puis cherche la vengeance coûte que coûte afin d'honorer celui qui le libéra de l'Empire, des années plus tôt.

## Concept et création
La création de Chewbacca en tant que « copilote gentil, poilu et non anglophone » a été inspirée par George Lucas en voyant son propre chien assis sur le siège passager de sa voiture. On dit que le nom de Chewbacca est dérivé de собака (sobaka), le mot russe pour chien.
L'œuvre de l'illustrateur Gustave Doré a été une source d'inspiration,,, en particulier l'illustration de l'Orlando furioso en 1879.
La voix de Chewbacca a été créée par le designer sonore des films originaux, Ben Burtt, à partir d'enregistrements de morses, de lions, de chameaux, d'ours, de lapins, de tigres et de blaireaux de sa ménagerie personnelle. Les enregistrements individuels ont été mélangés à différents sons pour établir la palette sonore de Chewbacca. L'un des éléments les plus importants de la voix était un ours noir nommé Tarik, du zoo Happy Hollow de San Jose, en Californie.

## Interprétation
Dans ses six premières apparitions à l'écran, Chewbacca a été joué par Peter Mayhew, qui avait été choisi par George Lucas lui-même pour sa très grande taille de 2,21 m. Cinq costumes similaires ont été créés : dans les trois films originaux et le Holidays Special, les costumes étaient faits de poils de yak et de mohair. Dans la revanche des Sith, le costume était fait de matériaux plus confortables, bien que le tournage de Mayhew n'ait duré qu'une journée. Seuls les yeux bleus de Mayhew pouvaient être vus dans son costume, mais les fans le reconnaissaient facilement par ses gestes, et ses collègues ont affirmé leur capacité à savoir quand un remplaçant prenait sa place. Pour Le réveil de la force, le rôle a également été partagé par Joonas Suotamo, un basketteur Finlandais de 2,09 m, qui a ensuite repris définitivement le personnage après la retraite de Mayhew.

## Postérité
Son nom a été donné à une nouvelle espèce de coléoptères : Trigonopterus chewbacca.